# Torrecuadrada dos Vales
Torrecuadrada dos Vales é uma vila situada no nordeste da província de Guadalajara. Atualmente é uma pedania do município de Torremocha del Campo, com uma população de 43 habitantes (INE 2005), na comunidade autônoma de Castilla-La Mancha, província de Guadalajara e a uma altitude de 1.116 m sobre o nível do mar, com uma superfície total de 3.844 ha. Caracteriza-se por possuir um clima mediterrâneo continental.